# Edifici Telefònica (Vic)
L'Edifici Telefònica és una obra de Vic (Osona) inclosa a l'Inventari del Patrimoni Arquitectònic de Catalunya.

## Descripció
Edifici civil. Casa entre mitgeres que consta de planta baixa, dos pisos i golfes. A la planta baixa presenta un portal d'arc de mig punt amb una cartel·la al centre. També s'hi obren tres finestres amb reixa i ampit. Al primer pis hi ha un balconet amb llinda decorada, barana de ferro i tres finestretes rectangulars amb relleus al damunt formant margarides. Al segon pis s'hi obren quatre finestres més.
A la part superior s'hi obre un òcul, del que surt un ferro per a la corriola i una balustrada de pedra. L'edifici no guarda cap simetria a la façana i s'observa una càrrega d'elements a la part esquerre de l'edifici. L'estat de conservació és força bo.

## Història
Edifici del qual no hem sabut trobar cap dada bibliogràfica que ens permeti datar-ne la seva construcció; malgrat tot podem constatar que es troba dins els paràmetres de l'eixample Morató del segle xviii com els carrers limítrofs de Sant Antoni, Fusina, Passeig, etc. i d'altra banda es té notícia que l'any 1891 s'inaugura la línia de telèfons a Vic i l'edifici està destinat a aquest servei.